# 中山北路駅 (上海市)
中山北路駅（ちゅうざんほくろ-えき）は、中華人民共和国上海市静安区大統路と中山北路の交差点に位置する上海軌道交通1号線の駅である。

## 歴史
- 2004年12月28日：開業[1]。

## 駅構造
島式ホーム1面2線を有する地下駅。

### のりば
| 番線 | 路線    | 行先                 |
| ---- | ------- | -------------------- |
| 1    | ■ 1号線 | 上海火車站・莘荘方面 |
| 2    | ■ 1号線 | 富錦路方面           |

（出典：上海地下鉄:站层图）

## 駅周辺
- 上海中山バスターミナル
- 新鑫公寓
- 蘇家巷小区
- 協和公寓
- 協和ビル

## 隣の駅
上海軌道交通
■ 1号線
上海火車站駅 - 中山北路駅 - 延長路駅